# Isanichthys
Isanichthys is een geslacht van uitgestorven carnivore straalvinnige beenvissen. Deze vissen leefden in de rivieren en meren van Europa en Azië van het Laat-Jura (Kimmeridgien) tot het Vroeg-Krijt. Het geslacht werd in 2006 benoemd door Lionel Cavin en Varavudh Suteethorn.

## Etymologie
De geslachtsnaam Isanichthys combineert Isaan, de regio in het noordoosten van Thailand waar de fossiele overblijfselen werden gevonden, met het Oudgriekse ἰχθύς , ichthys , 'vis'.

## Soorten
- Isanichthys latifrons (Woodward, 1893), = Lepidotes latifrons.
- Isanichthys lertboosi Deesri, Lauprasert, Suteethorn, Wongko, & Cavin, 2014
- Isanichthys luchowensis (Wang, 1974), = Lepidotes luchowensis.
- Isanichthys palustris Cavin & Suteethorn, 2006  − typesoort. Palustris betekent 'van het moeras'. Het holotype is TF 7764.